# Histiocitose de células de Langerhans
A histiocitose das células de Langerhans (LCH) é um câncer raro que envolve a proliferação clonal de células de Langerhans, células anormais derivadas da medula óssea e capazes de migrar da pele para os linfonodos. Basicamente, LCH  é um distúrbio osteolítico benigno do tipo tumoral envolvendo principalmente o esqueleto.
Os sintomas variam de lesões ósseas isoladas a doenças multissistêmicas. A LCH faz parte de um grupo de síndromes chamadas histiocitose, que são caracterizadas por uma proliferação anormal de histiócitos (um termo arcaico para células dendríticas ativadas e macrófagos). Essas doenças estão relacionadas a outras formas de proliferação anormal dos glóbulos brancos, como leucemias e linfomas.
A maioria dos tumores relacionados à LCH, que pode ser muito dolorosa, aparece repentinamente nos ossos de crianças de 2 a 10 anos. Felizmente, esses tumores desaparecem sem intervenção em muitos casos.

## Cauda fossilizada de um dinossauro
Os cientistas, em 2020, identificaram a cauda fossilizada de um jovem dinossauro que vivia em uma pradaria no sul de Alberta, grandes cavidades em dois dos segmentos vertebrais da cauda de um jovem dinossauro da espécie herbívora, comum no mundo há 66-80 milhões de anos. As cavidades produzidas por tumores foram associados à doença LCH.